# Kvinnoförbundet för Sveriges sjöförsvar
Kvinnoförbundet för Sveriges sjöförsvar var en frivillig försvarsorganisation för kvinnor. 
Förbundet bildades 1894 och dess verksamhet var inriktad mot att stödja den svenska flottan genom upplysning och informationsspridning. De gav även ekonomiskt stöd och anordnade insamlingar där pengar skänktes till försvaret. Bland annat deltog förbundet flitigt i den så kallade pansarbåtsinsamlingen 1912. Under första världskriget ingick förbundet i den rikstäckande organisationen Kvinnornas Uppbåd. Kvinnoförbundet för Sveriges sjöförsvar upphörde 1976.